# Paweł Garapich
Paweł Garapich (ur. 18 listopada 1882 w Cebrowie, zm. 27 kwietnia 1957 w Puławach) – polski prawnik, urzędnik państwowy, wojewoda łódzki i lwowski w II Rzeczypospolitej.

## Życiorys
Syn Michała i Eleonory z hr. Wodzickich. Pochodził z rodziny ziemiańskiej. W 1900 ukończył C.K. Wyższe Gimnazjum w Tarnopolu, a w 1906 Wydział Prawa Uniwersytetu Jagiellońskiego. Rozpoczął pracę jako urzędnik w administracji galicyjskiej, w Namiestnictwie Galicji, zyskał tam opinię służbisty i kompetentnego urzędnika. Wybuch I wojny światowej w 1914 r. zastał go pełniącego funkcję wicestarosty tarnopolskiego i był ewakuowany w głąb kraju przed nacierającymi wojskami rosyjskimi. W 1915 r. awansował na stanowisko referenta Oddziału Politycznego przy austriackim okupacyjnym Generalnym Gubernatorstwie, którego władze naczelne mieściły się w Lublinie.
Mimo iż był urzędnikiem państwowym, przejawiał swoje sympatie polityczne i np. w marcu 1918 r. w związku z pokojem brzeskim, na mocy którego państwa centralne przekazywały sprzymierzonej wówczas z nimi Ukraińskiej Republice Ludowej Chełmszczyznę w zamian za pomoc żywnościową, podał się demonstracyjnie do dymisji, nie wahając się przy tym wielokrotnie dać do zrozumienia podczas prywatnych spotkań i okolicznościowych wieców, co sądzi o lojalności Berlina i Wiednia wobec polskich sojuszników walczących przeciwko Rosjanom u boku armii niemieckiej i austriackiej. Przełożeni dymisji nie przyjęli, ukarali go jednak za niesubordynację przeniesieniem na poślednie stanowisko do niewielkiego prowincjonalnego miasteczka Skałat. Politycznemu zesłaniu kres położyło odzyskanie przez Polskę niepodległości. W odrodzonej Rzeczypospolitej został najpierw starostą tarnopolskim. 15 lutego 1920 r. objął funkcję naczelnika Wydziału Prezydialnego Urzędu Wojewódzkiego w Łodzi i wicewojewody łódzkiego. Wraz z ówczesnym wojewodą Antonim Kamieńskim tworzył i organizował struktury administracyjne nowego województwa utworzonego w 1919 r. Po odejściu Kamieńskiego, który objął funkcję ministra spraw wewnętrznych w gabinecie Antoniego Ponikowskiego – powierzono mu 1 marca 1922 r. stanowisko wojewody łódzkiego, które sprawował do 14 lutego 1923 r.
2 kwietnia 1923 r. rząd przeniósł go na stanowisko wicewojewody stanisławowskiego. Tam, obok zagadnień związanych z „docieraniem” mechanizmów działania administracji młodego województwa, rozwiązywał problemy wynikającymi z konieczności harmonijnego ułożenia stosunków pomiędzy zamieszkującymi je narodowościami – Polakami, Ukraińcami i Żydami.
12 sierpnia 1924 r. wrócił na stanowisko wojewody łódzkiego, które pełnił do 30 grudnia 1924 r. Ukończył wówczas wiele projektów administracyjnych, które zaczął wprowadzać w życie jeszcze wspólnie z Kamieńskim, a które miały na celu usprawnienie funkcjonowania wojewódzkiej administracji i rozwój łódzkiego szkolnictwa. Zapamiętano go w Urzędzie Wojewódzkim jako biurokratę-skrupulata w iście „galicyjskim stylu”, podejmującego zwykle przemyślane i trafne decyzje, ale potrafiącego nieraz w kwestiach administracyjnych dzielić przysłowiowy włos na czworo, co nieraz irytowało jego współpracowników i petentów Urzędu. Po odejściu z urzędu wojewody łódzkiego mianowany został wojewodą lwowskim i był nim do 29 lipca 1927, gdy został przeniesiony w stan nieczynny. To była jego ostatnia funkcja w administracji państwowej.
Przeniósł się na stałe w rodzinne strony do Małopolski Wschodniej. Od 1936 pracował jako notariusz w Złoczowie. Równocześnie był działaczem społecznym: prezesował lokalnemu oddziałowi Towarzystwa Rozwoju Ziem Wschodnich i zarządowi Polskiego Czerwonego Krzyża w Małopolsce Wschodniej. Był także kuratorem zakładu dla ociemniałych we Lwowie i Szkoły Głównej Gospodarczej Żeńskiej prowadzonej przez Janinę Karłowicz w Snopkowie pod Lwowem.
Jesienią 1939 zamieszkał w Puławach, tam od 1941 prowadził kancelarię notarialną, od 1 stycznia 1952 był kierownikiem Państwowego Biura Notarialnego.
Zmarł w 1957, został pochowany na cmentarzu w Puławach.
Ożenił się 3 lutego 1910 r. z hrabianką Ludgardą Łubieńską.

## Ordery i odznaczenia
- Krzyż Oficerski Orderu Odrodzenia Polski (2 maja 1923)[5][6]
- Złoty Krzyż Zasługi (1938)[7][8]
- Odznaka pamiątkowa 12 pułku artylerii lekkiej (1938)[9]